# ديفيد روميرو
ديفيد روميرو (بالإسبانية: David Romero) هو رياضي خماسي مكسيكي، ولد في 1 نوفمبر 1929، وتوفي في 10 فبراير 2011.

## وصلات خارجية
- ديفيد روميرو على موقع أوليمبيديا (الإنجليزية)